# 264
| [ Edytuj tabelę ] |                      |
| Władca Korei      | - 248 Chungch’ŏn 270 |
| Papież            | - 259 Dionizy 268    |
| Król Persji       | - 241 Szapur I 272   |
| Cesarz Rzymu      | - 253 Galien 268     |

Rok 264 / CCLXIV
stulecia: II wiek ~
III wiek ~
IV wiek

lata: 254 «
259 «
260 «
261 «
262 «
263 «
264
» 265
» 266
» 267
» 268
» 269
» 274

## Wydarzenia
- Chiński matematyk Liu Hui ustalił przybliżoną wartość liczby π ≈ 3,14159, posługując się metodą Archimedesa dla wieloboków o 3072 bokach.